# Január 24.
Január 24. az év 24. napja a Gergely-naptár szerint. Az évből még 341 (szökőévekben 342) nap van hátra.
Névnapok: Timót + Balár, Bános, Bertram, Erik, Erika, Ferenc, Metella, Miléna, Oxána, Surány, Surd, Szaléz, Szalók, Szénia, Taddeus, Tádé, Timóteus, Timóteusz, Vera, Veron, Verona, Veronika, Veronka, Xénia

## Események

### Politikai események
- 1458 – Hunyadi Mátyást Budán I. Mátyás néven magyar királlyá választják.
- 1943 – Befejeződik a Casablancai konferencia, amelyen Winston Churchill és Franklin D. Roosevelt döntenek a szövetségesek észak-afrikai, szicíliai és olaszországi partraszállásairól.
- 1958 – A Magyar Szocialista Munkáspárt Központi Bizottsága (MSZMP KB) módosítja korábbi döntését, és Rákosi Mátyást meghatározatlan időre száműzi.[1]
- 1980 – Indira Gandhi ismét kormányt alakít Indiában.
- 2008
  - A bizalmi szavazás elvesztése nyomán Romano Prodi olasz miniszterelnök benyújtja lemondását.
  - Lemond Peter Hain brit munka- és nyugdíjügyi miniszter, miután rendőrségi vizsgálat indult kampánypénzekkel kapcsolatos szabálytalanságok miatt.

### Tudományos és gazdasági események
- 1978 – Kanada északnyugati térségeire zuhan a Kozmosz–954 szovjet tengerészeti felderítő műhold.
- 1984 – Az Apple Computer bemutatja az első Macintosh-t.
- 1994 – ESA rakétával földkörüli pályára áll az első török műhold, a Turksat–1.

### Kulturális események

#### Irodalmi, színházi és filmes események
- 1940 - Bemutatják New Yorkban a John Ford által rendezett Érik a gyümölcs című filmet.
- 2012 – Sztankay István színművészt választják a Nemzet Színészévé, a 2011 decemberében elhunyt Garas Dezső helyére.[2]

### Egyéb események
- 1848 – James W. Marshall Kaliforniában, egy colomai fűrészmalom (Sutter’s Mill) mellett aranyat talál; ezzel kezdetét veszi a kaliforniai aranyláz, amely fordulópontot jelent a térség fejlődésében, San Francisco néhány sátorból álló falucskából virágzó várossá növi ki magát.
- 1907 – Ezen a napon mérték Magyarországon a valaha mért legmagasabb légnyomást. Aznap 1055,9 hPa értéket mutatott a barométer.[3]
- 1942 – Baján –34,1 °C-os hőmérsékleti rekordot mérnek, valamint ezen a napon ugyanitt mérték az eddigi legalacsonyabb napi középhőmérsékletet is, amely -26,8 fok volt.
- 1986 – Megdőlt az országos éjszakai minimum hőmérsékleti rekord Budapesten. A fővárosban +4,5 fokot mértek.
- 1999 – Az ausztriai Deutschlandsberg mellett egy magyar turistabusz 18 halálos áldozattal járó balesetet szenved.
- 2015 – Megdőlt az országos éjszakai minimum hőmérsékleti rekord Budapesten. A fővárosban, Lágymányoson +5,2 fokot mértek.[4]
- 2018 – Tűzvész tör ki a piemonti Sacra di San Michele bencés apátság műemléki épületében.

## Születések
- 76 – Hadrianus római császár († 138)
- 1712 – Nagy Frigyes porosz király († 1786)
- 1732 – Pierre-Augustin Caron de Beaumarchais francia író, színműíró (A sevillai borbély, Figaro házassága)  († 1799)
- 1776 – E. T. A. Hoffmann német író, komponista, zenekritikus, karmester, jogász, grafikus és karikaturista († 1822)
- 1798 – Karl Georg Christian von Staudt német matematikus († 1867)
- 1882 – Bodor Ödön magyar atléta, labdarúgó († 1927)
- 1888 – Vicki Baum osztrák írónő († 1960)
- 1901 – Mihail Romm szovjet filmrendező († 1971)
- 1906 – Barsy Béla Kossuth-díjas magyar színész († 1968)
- 1911 – Lázár Gyula világbajnoki ezüstérmes magyar labdarúgó († 1983)
- 1913 – Bródy Tamás Liszt Ferenc-díjas magyar karmester, zeneszerző, érdemes művész († 1990)
- 1917 – Ernest Borgnine Oscar-díjas amerikai színész († 2012)
- 1918 – Art Cross amerikai autóversenyző († 2005)
- 1928 – Michel Serrault francia színész, César-díjas († 2007)
- 1929 – Dési Ábel magyar költő, prózaíró, kritikus, publicista († 2008)
- 1931 – Görög Júlia magyar grafikusművész, illusztrátor
- 1931 – Kötél Zsuzsanna Jedlik Ányos-díjas magyar mezőgazdasági mérnök, növénynemesítő († 2020)
- 1934 – Földi Teri Jászai Mari-díjas magyar színésznő († 2020)
- 1934 – Kovács Iby magyar színésznő, operett primadonna
- 1937 – Baranyi Ferenc Kossuth-díjas magyar költő
- 1939 – Gallay Judit Jászai Mari-díjas színésznő
- 1941 – Daniel Shechtman Nobel-díj-as izraeli kémikus
- 1943 – Izsmán Nelly magyar énekesnő, revütáncos († 2014)
- 1943 – Sharon Tate amerikai színésznő († 1969)
- 1943 – Tony Trimmer brit autóversenyző
- 1944 – Klaus Nomi német kontratenor énekes († 1983)
- 1946 – Michael Ontkean kanadai színész
- 1948 – Németh Miklós politikus, magyar miniszterelnök
- 1950 – Daniel Auteuil francia színész
- 1951 – Szenthelyi Miklós Kossuth-díjas magyar hegedűművész
- 1953 – Csengey Dénes magyar író, költő, politikus († 1991)
- 1954 – Jo Gartner osztrák autóversenyző († 1986)
- 1959 – Böjte Csaba ferences szerzetes
- 1960 – Petridisz Hrisztosz görög származású magyar színész, táncos
- 1961 – Nastassja Kinski amerikai színésznő
- 1963 – Prókai Annamária magyar színésznő, szinkronszínész († 2000)
- 1964 – Frenkó Zsolt magyar színész, rendező, író
- 1975 – Szarvas Attila magyar színész
- 1978 – Kovács Krisztián magyar színész
- 1980 – Yordanis Arencibia kubai cselgáncsozó
- 1982 – Claudia Heill osztrák cselgáncsozó († 2011)
- 1983 – Scott Speed amerikai autóversenyző
- 1984 – Justin Baldoni amerikai színész
- 1990 – Ryosuke Irie japán úszó
- 1996 – Oumar Touré mali úszó, olimpikon

## Halálozások
- 41 – Caligula római császár (* 12)
- 772 – III. (IV.) István pápa (* 720 körül)
- 817 – IV. (V.) István pápa
- 1550 – Gyulai Farkas zágrábi püspök
- 1852 – Ján Kollár költő (* 1793)
- 1878 – Pieter Bleeker holland orvos és ichthiológus (* 1819)
- 1905 – Máriássy János honvéd ezredes (* 1822)
- 1920 – Amedeo Modigliani olasz festő és szobrász (* 1884)
- 1965 – Winston Churchill Nagy-Britannia miniszterelnöke (* 1874)
- 1966 – Selmeczi Mihály magyar színész, érdemes művész (* 1898)
- 1972 – Bóbis Gyula olimpiai bajnok birkózó (* 1909)
- 1972 – Kurzmayer Károly osztrák operatőr, rendező (* 1901)
- 1976 – Kilián József magyar építőmérnök, egyetemi oktató (* 1925)
- 1981 – Rákosi Mária magyar színésznő (* 1927)
- 1981 – Nagy Géza művelődésszervező, műfordító (* 1914)
- 1982 – Hajdú Endre Jászai Mari-díjas magyar színész (* 1925)
- 1983 – George Cukor amerikai filmrendező (* 1899)
- 1985 – Faragó György magyar jogász, belügyi államtitkár (* 1902)
- 1986 – L. Ron Hubbard író, a Szcientológia Egyház alapítója (* 1911)
- 1986 – Szondi Lipót magyar származású svájci pszichiáter, a sorsanalízis és a Szondi-teszt megalkotója (* 1893)
- 1991 – Bajor Andor magyar író, költő, humorista (* 1927)
- 1996 – Iharos Sándor atléta (* 1930)
- 2003 – Gianni Agnelli olasz üzletember (* 1921)
- 2004 – Kristó Gyula magyar történész, akadémikus (* 1939)
- 2005 – Tandori Károly Kossuth- és Széchenyi-díjas magyar matematikus, egyetemi tanár, az MTA rendes tagja (* 1925)
- 2006 – Chris Penn amerikai színész (* 1965)
- 2010 – Csetri Elek erdélyi magyar történész, az MTA külső tagja (* 1924)
- 2012 – James Farentino amerikai filmszínész (* 1938)
- 2014 – Kiss Zoltán László magyar festőművész, rajztanár (* 1949)
- 2014 – Szekendy Tamás magyar zongora-, orgona- és csembalóművész (* 1961)
- 2022 – Csollány Szilveszter magyar olimpiai, világ- és Európa-bajnok tornász (* 1970)
- 2022 – Kabdebó Lóránt József Attila-díjas magyar irodalomtörténész, kritikus, egyetemi tanár, Szabó Lőrinc monográfusa (* 1936)
- 2025 – Lukáts Andor Kossuth-díjas magyar színész, rendező, színházigazgató (* 1943)

## Ünnepek, emléknapok, világnapok
- Szalézi Szent Ferenc ünnepe a katolikus egyházban